# Kutnik i šestar
Kutnik i šestar, odnosno kombinacija kutnika i šestara, predstavljaju najprepoznatljiviji simbol slobodnog zidarstva. Oba su arhitektonski alati koji se koriste u ritualima kao amblemi za prenošenje simboličkih lekcija.
U nekim ložama i obredima, ovi simboli služe za podučavanje etičkih načela. Primjerice, Duncanov masonski monitor iz 1866. godine objašnjava njihov značaj riječima: "Kutnik, da uskladimo svoje postupke; Šestar, da nas ograniči i zadrži unutar granica cijelog čovječanstva." Međutim, budući da je slobodno zidarstvo nedogmatično, ne postoji univerzalno tumačenje ovih simbola (ili bilo kojeg drugog masonskog simbola) koje vrijedi u cijelom bratstvu.

## Sa slovom "G"
U mnogim zemljama engleskog govornog područja, kutnik i šestar često su prikazani sa slovom "G" u sredini. Ovo slovo ima višestruka značenja i može predstavljati različite pojmove ovisno o kontekstu. Najčešće se "G" odnosi na Boga (engl. God). Drugo tumačenje povezuje "G" s geometrijom, podsjećajući slobodne zidare da su geometrija i slobodno zidarstvo sinonimi. Geometrija se opisuje kao "najplemenitija znanost" i temelj na kojem se gradi masonerija i cijeli svemir.
U sličnom kontekstu, "G" može označavati i Velikog arhitekta svemira (engl. Great Architect of the Universe), što je nedenominacijski način pozivanja na Boga.

## Uporaba simbola od strane drugih organizacija
Kutnik i šestar koriste se kao simbol u nekoliko drugih organizacija, često uz dodatne simbole koji nadopunjuju njihovo značenje:
- Red slobodnih vrtlara (engl. Order of Free Gardeners), u svom znaku dodaje otvoreni nož za obrezivanje unutar kutnika i šestara.[4]
- Mlađi red sjedinjenih američkih strojara (engl. Junior Order of United American Mechanics), u svom znaku dodaje ruku i čekić unutar kutnika i šestara.[5]
- Neovisni ujedinjeni red strojara (engl. Independent United Order of Mechanics) zadržava znak nepromijenjen.[6]
- Kraljevska crna institucija (engl. Royal Black Institution) zadržava znak nepromijenjen.[7]
- Tesarska tvrtka grada i okruga Philadelphia (Carpenters' Company of the City and County of Philadelphia) koristi kutnik i tri šestara u svom znaku.[8] Njihov znak je sličan znaku londonske tvrtke Worshipful Company of Carpenters.[9]
- Crkva Isusa Krista svetaca posljednjih dana koristi zasebne simbole kutnika i šestara na hramskoj odjeći.